# スズキ・マローダー
マローダー(Marauder)は、スズキ株式会社が製造販売するクルーザー（アメリカン）タイプのオートバイで、シリーズ車種として排気量別に生産された。
車種名の「マローダー」は、英語で「略奪者」を意味する語であり、同社の「イントルーダー」「デスペラード」などと共通する力強いイメージから命名された。

## ラインナップ一覧

### マローダー250
1998年に発売された排気量250ccクラスのアメリカンバイク。モデルネームはGZ250。
当時ブームとなっていた本格的にアメリカンバイクを志向して専用設計されたモデルではなく、ロードモデルをベースとして各部の仕様変更によりクルーザータイプとして成立させたモデルであり、1980年代前半までに流行したいわゆる「国産アメリカン」的なコンセプトである。
本格的にというよりは、ホンダ・レブル250やヤマハ・ビラーゴ250に代表されるような、気軽にアメリカンバイクを楽しめるエントリーモデルであった（ただしレブルやビラーゴは、1980年代に登場しているものの、前述のようなクルーザー仕様モデルではなく、本格的なアメリカン志向の元に専用設計された車種シリーズであり、250ccクラスもエントリークラスながら上位機種と共通のコンセプトを備えている）。
ロードモデルから派生したアメリカンバイクではあるが、デザインはシンプルかつ上品に纏まっており、単気筒エンジンを搭載していること（アメリカンバイクを志向してるのにV型2気筒エンジンではなく単気筒エンジンを搭載してること）、最高出力が20ps（20ps/7,500rpm）と当時の他社製250ccアメリカンバイクよりやや低めであること（ただしトルクに関しては2.1kg･m/6,000rpmと他社と遜色ないスペック）を除いて欠点らしい欠点もなく、車体バランスも良く小回りが利いて運転しやすく、軽量な車体に豊かな中低速トルクが組み合わさり乗っていて非力感を感じさせない乗りやすいバイクに仕上がっている。このクラスにおける絶対的なスペックはないものの、小型アメリカンバイクとしてみた場合の基本性能は高く、安定している。
税抜き希望小売価格389,000円という30万円台の価格を実現させ、平成10年排出ガス規制後のこのクラスに位置するアメリカンバイクの新車価格相場を大きく下回り、国内4メーカー中最廉価で出荷されたスズキの意欲作であった。しかし、前時代的なコンセプトで他社とまったく競合しない性質のモデルであったことから市場の需要と噛み合わず、日本国内での販売成績は芳しくなかったため、2000年代に入って早々に販売を終了している。中古市場に出回っている車両も少ない。国内生産中止後、海外からの逆輸入車両がちらほら見られる。
海外仕様（GZ250）は、日本からエンジンおよび主要部品をスペインへ輸出し、スペインで組み立てた上で現地欧州での販売および北米へ輸出していた。リーズナブルで売れ行きもそこそこあった海外仕様はロングセラーモデルとなり、北米仕様は2010年式がモデルイヤーとしては最終型となるものの、2012年までラインナップされていた。
エンジンはボルティーに搭載され耐久性が高く堅牢さで定評のあった249cc空冷単気筒4サイクル・SOHC4バルブ（J424型）にエンジンカバーなど一部改良を施して搭載している。他にも、キャブレター、マフラー、キャリパー、ドラム、ハーネス類、フロントフォーク（一部改良）、フレーム（一部改良）、各種パーツ・消耗品等、多くのパーツをボルティーから流用している。マローダー250、ボルティー、グラストラッカー/ビッグボーイ（前期型 4バルブモデル）の3車種は主要パーツを共有する兄弟車種にあたる。
大型燃料タンク（14L）を搭載しており、搭載する空冷単気筒エンジン（J430型）の燃費特性の良さも加わって、一回の給油で長距離の運行（ツーリング時の平均燃費をリッター30km～35kmとして約420km～490kmの運行）が可能となっている。無理のない楽なポジショニングを採用しており長時間運転しても疲れにくく、車重（乾燥重量）は137kgとアメリカンにしては軽量で、シート高も680mmと足付きが良く、誰が乗っても乗りやすい仕様に留めている。その他、ボルティー譲りのシンプルな車体構成はエンジンを含め壊れにくく、整備性に優れ、各種パーツ・消耗品もリーズナブルで、前述の燃費の良さも加わってこの手のバイクにしては極めてランニングコストの掛からないバイクに仕上がっている。
空冷の単気筒エンジンを搭載していることもあって馬力は20psと比較的低く抑えられており、最高速度は平地で概ね110km/h前後、条件が整っていて120km/h辺りまでとなる。100km/hに達する速度域になるとトップギア（5速）でのエンジン回転数が高くなるため、エンジン振動が激しくなり同時に車体全体の振動も激しくなってくる。このため高速道路等を使っての長距離移動には向かない。一方で国道や県道などを適度な速度でクルージングするのには向いており、また街中での走りは単気筒エンジンならではの豊かな中低速トルクがあって扱いやすい。

### マローダー125
1998年に発売された排気量125ccクラスのアメリカンバイク。モデルネームはGZ125。
エンジンはGN125に搭載された124cc空冷単気筒4サイクル・SOHC2バルブを搭載する。最高出力12ps/9,000rpm。車体はマローダー250とほぼ共通で125ccクラスとしてはかなり大柄である。マローダー250と同等の車体で搭載エンジンの最高出力は12psとマローダー250の6割程の馬力に留まるため、エンジンの非力感は否めないが125ccモデルならではの燃費の良さがある。大型燃料タンク（14L）を搭載しており、一回の給油で長距離の運行（ツーリング時の平均燃費をリッター40km - 45kmとして、約560km - 630kmの運行）が可能となっている。
日本国内での販売は2000年代に入って早々に終了している。税抜き希望小売価格336,000円。販売自体あまり芳しいものではなかったため、中古市場に出回っている車両は少ない。
マローダー125の欧州仕様（GZ125）は、エンジンおよび主要部品をスペインへ輸出し、現地で組み立てた上で販売されている。普通自動車免許で125ccバイクの運転ができる欧州圏においてGZ125の販売はそこそこ好調であり、2000年代半ばには現地の排気ガス規制であるEURO-IIIに対応するため、キャブレターに代わってフューエルインジェクションが装備された。欧州仕様は2011年式がモデルイヤーとしては最終型となるものの、スペインでは2013年までラインナップされていた。
なお、中国でOEM生産および販売される「スズキ・GZ125」は、機種名は同一ながらGN125系の派生モデルであり、マローダー125とはまったく別の車種である。

### マローダー800

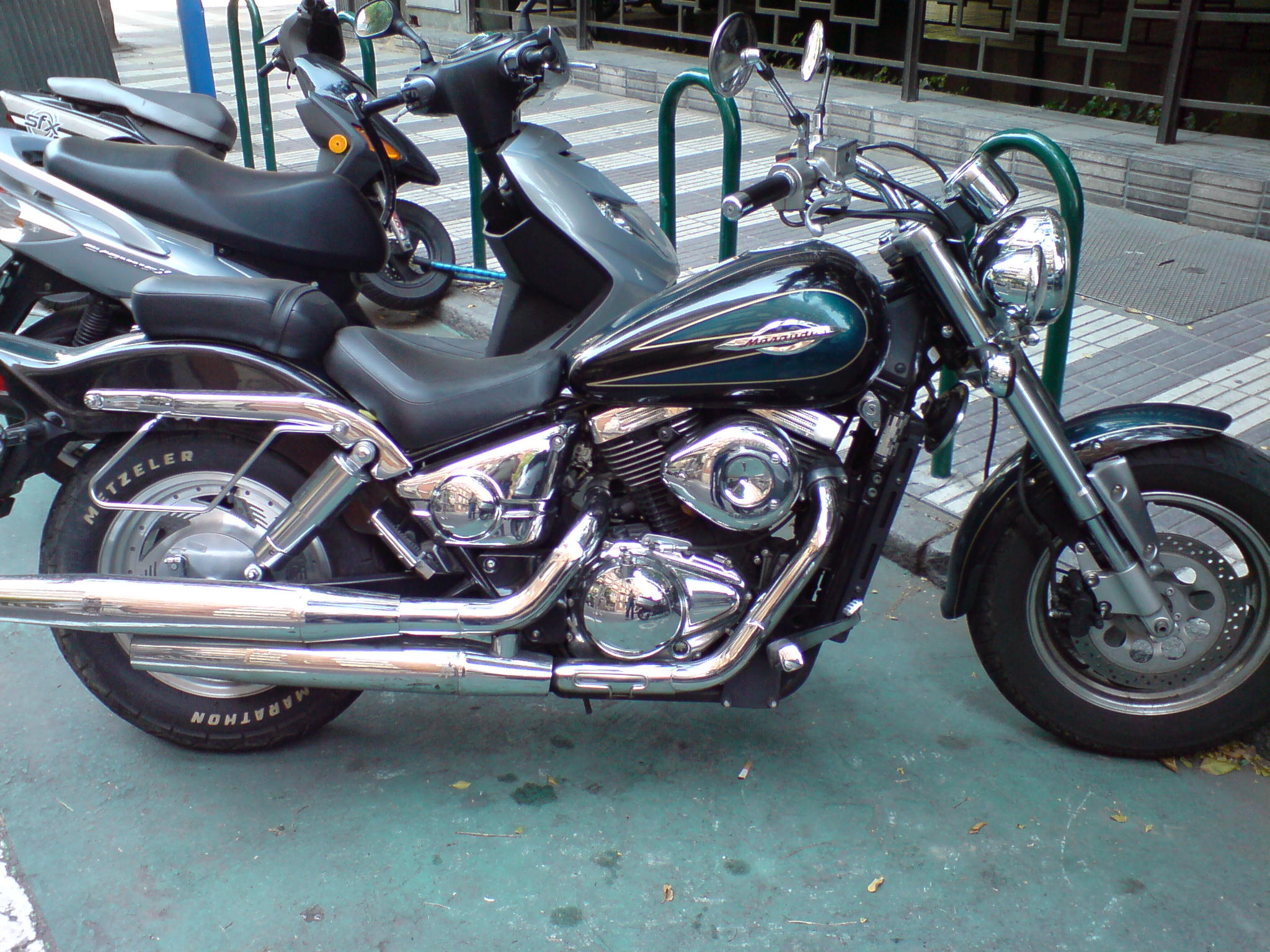
VZ800マローダー
（デスペラード800海外仕様）

1997年から2004年まで日本国外でのみ販売されたモデルであり、国内モデルのデスペラード800の海外版にあたる。
モデルネームは VZ800。
後継機種は、2005年に登場したVZ系の新型「ブルバードM50」となる。

### マローダー1600
2004年から2005年にかけて日本国外でのみ販売されたモデルであり、カワサキ・バルカン1600ミーンストリークによるOEM車種となっている。モデルネームは VZ1600。
北米市場では、ブルバードシリーズへのブランド統合を受けたことから、2004年モデル（VZ1600K4型）が「マローダー1600」であり、2005年モデル（VZ1600K5型）が「ブルバードM95」となる。
後継機種は、同2005年に登場したブルバードM90（ブルバードM50の排気量拡大版）となる。